# 丹尼爾·基許
丹尼爾·基許（Daniel Kish，1966年—）是一位美國人類迴聲定位專家，也是世界盲人無障礙組織 (WAFTB)的主席。WAFTB是一個在加利福尼亞州註冊的非營利組織，由基許於2000年創立，旨在促進“盲人自我識別”。指導各種形式失明人士的成就”，並提高公眾對其優勢和能力的認識。基許和他的組織向世界各地至少500名盲童教授了一種迴聲定位技術。